# بخش سرچیپ
بخش سرچیپ (به انگلیسی: Serchhip district) یک منطقهٔ مسکونی در هند است که در میزورام واقع شده‌است. بخش سرچیپ ۱٬۴۲۲ کیلومتر مربع مساحت و ۶۴٬۹۳۷ نفر جمعیت دارد.